# NGC 5088
NGC 5088 est une galaxie spirale intermédiaire située dans la constellation de la Vierge. Sa vitesse par rapport au fond diffus cosmologique est de 11 745 ± 22 km/s, ce qui correspond à une distance de Hubble de 25,7 ± 1,8 Mpc (∼83,8 millions d'al). NGC 5088 a été découverte par l'astronome irlandais R.J. Mitchell en 1855.
La classe de luminosité de NGC 5088 est II-III et elle présente une large raie HI.
À ce jour, une quinzaine de mesures non basées sur le décalage vers le rouge (redshift) donnent une distance de 21,393 ± 3,392 Mpc (∼69,8 millions d'al), ce qui est à l'intérieur des valeurs de la distance de Hubble. Puisque cette galaxie est relativement rapprochée du Groupe local, cette distance est peut-être plus près de sa distance réelle que la distance de Hubble. Notons que c'est avec la valeur moyenne des mesures indépendantes, lorsqu'elles existent, que la base de données NASA/IPAC calcule le diamètre d'une galaxie et qu'en conséquence le diamètre de NGC 5088 pourrait être d'environ 20,2 kpc (∼65 900 al) si on utilisait la distance de Hubble pour le calculer.